# Niamanga (Partiaga)
Pour les articles homonymes, voir Niamanga.
Niamanga est une commune rurale située dans le département de Partiaga de la province de la Tapoa dans la région de l'Est au Burkina Faso.

## Santé et éducation
Le centre de soins le plus proche de Niamanga est le centre de santé et de promotion sociale (CSPS) de Partiaga.